# Estação Ferroviária de Bombarral

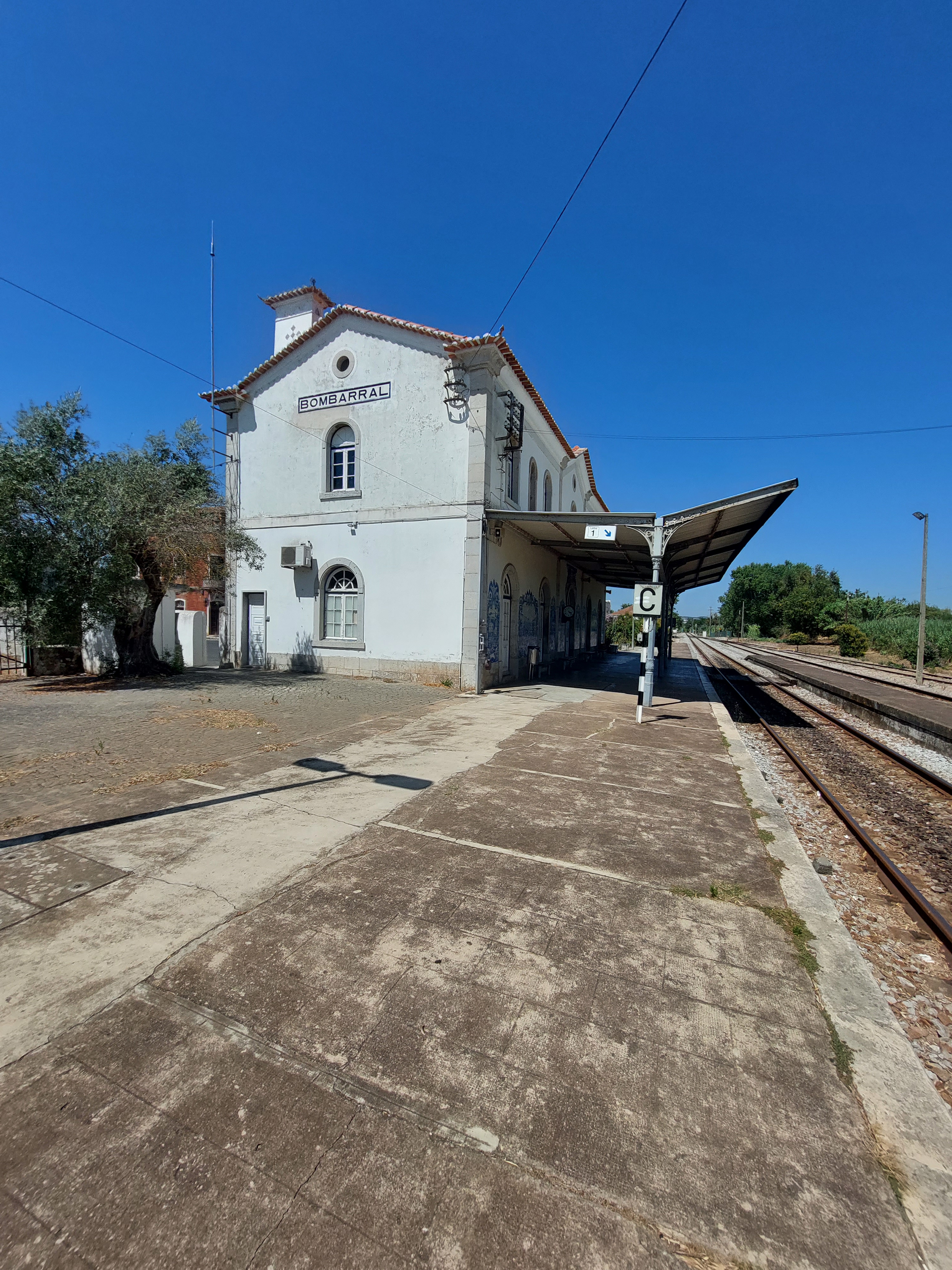
Plataforma e edifício de passageiros da estação do Bombarral, em 2022.

A Estação Ferroviária de Bombarral é uma interface da Linha do Oeste, que serve o concelho de Bombarral, na sub-região Oeste, em Portugal.

## Descrição

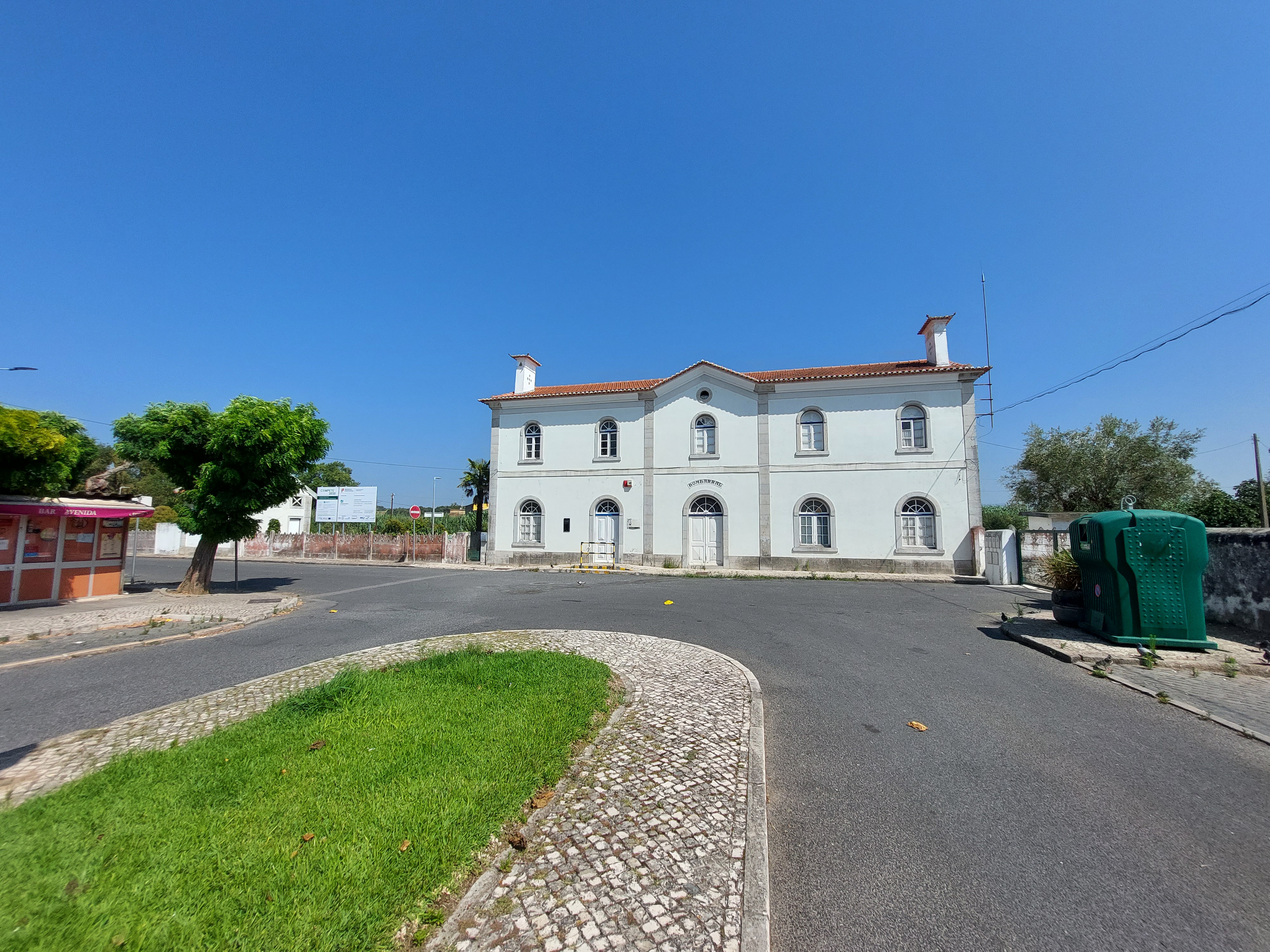
A estação do Bombarral vista do exterior, em 2022.

### Localização e acessos
Encontra-se junto à Rua Júlio Tornelli, na localidade de Bombarral.

### Infraestrutura
Em 2004, a estação do Bombarral dispunha de um serviço de informação ao público, e ostentava a classificação "E" (Estação) da Rede Ferroviária Nacional, classificação que se mantinha em 2012. O edifício de passageiros situa-se do lado poente da via (lado esquerdo do sentido ascendente, para Figueira da Foz).
Esta interface apresenta duas vias de circulação, eletrificadas em toda a sua extensão, identificadas como I e I, ambas com 332 m de extensão e acessíveis por plataforma de 150 m de comprimento e 76 cm de altura; existe ainda uma via secundária, identificada como III, com comprimento de 336 m que está apenas eletrificada num troço inicial de 30 m.

### Serviços
Em dados de 2023, esta interface é servida por comboios de passageiros da C.P. tipicamente com nove circulações diárias em cada sentido, entre Caldas da Rainha ou Coimbra-B ou Figueira da Foz e Lisboa - Santa Apolónia ou Mira Sintra - Meleças, incluindo um serviço de reforço no trajeto Torres-Caldas; estes serviços são maioritariamente de tipo regional, havendo uma circulação diária em cada sentido de tipo inter-regional (Lisboa-Caldas).

## História

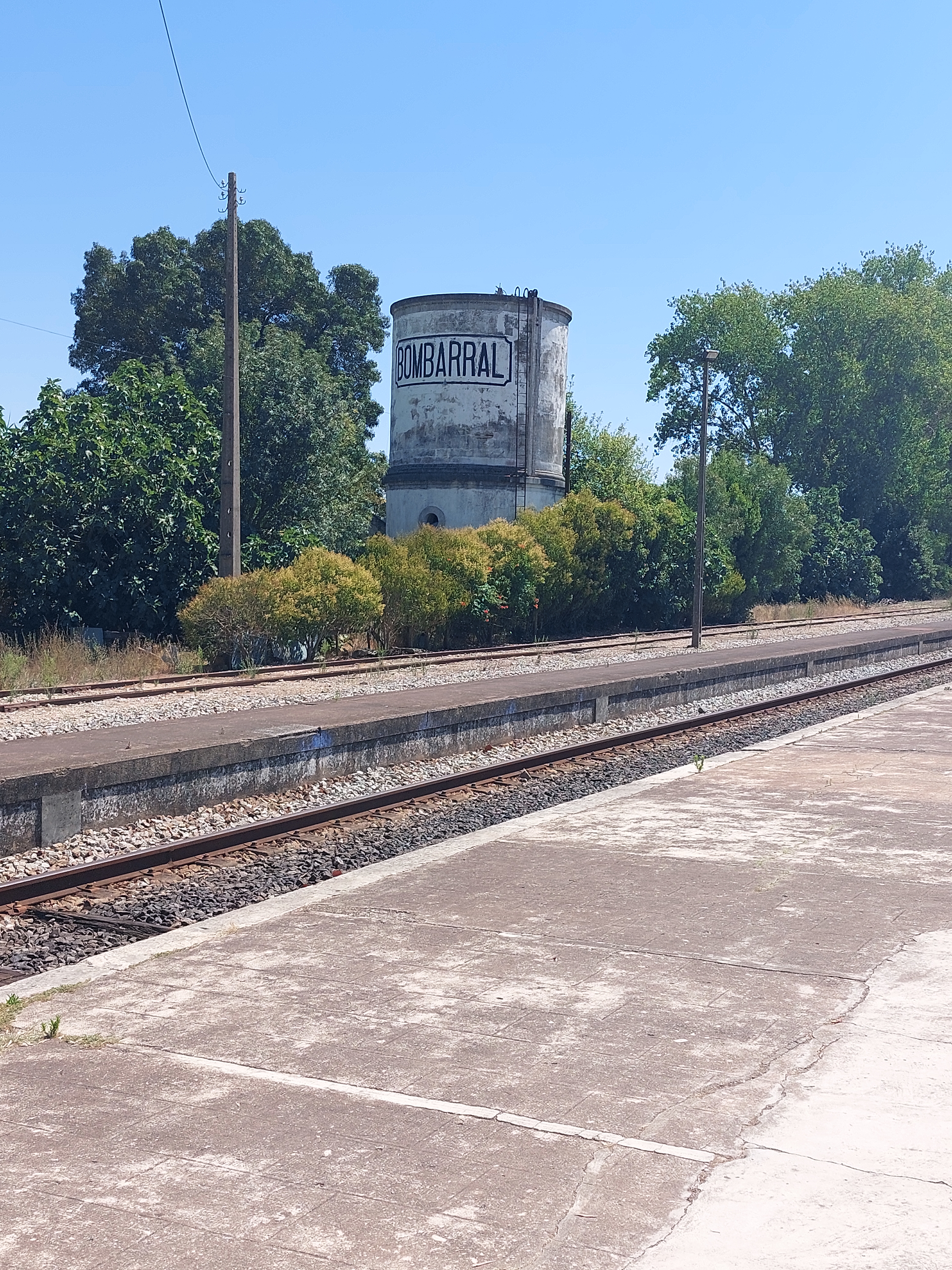
Torre de água na estação de Bombarral, em 2022.

Esta interface insere-se no troço entre Torres Vedras e Leiria da Linha do Oeste, que abriu à exploração a 1 de Agosto de 1887, pela Companhia Real dos Caminhos de Ferro Portugueses.
Em 1880, durante a construção da Linha do Oeste, surgiu a ideia de construir um ramal do Carregado, na Linha do Norte, a Alenquer, que deveria ser posteriormente prolongado até à povoação do Bombarral, ligando desta forma as duas linhas. O concelho de Alenquer tinha uma forte produção agrícola e industrial, que daria um rendimento certo ao ramal, prevendo-se que seria aumentado quando fosse eventualmente prolongado até ao Bombarral. Este projecto foi depois várias vezes modificado, mas nunca chegou a ser construído.
A estação protagonizou um episódio da Implantação da República, a 5 de Outubro de 1910, quando, no dia 3 de Outubro, os republicanos bombarralenses cortaram a linha férrea para impedir a passagem de eventuais reforços militares de apoio à monarquia. A vitória do golpe em Lisboa foi festejada com entusiasmo na vila. Em 1913, existiam serviços de diligências ligando a gare do Bombarral às povoações de Sanguinhal, Cadaval, Chão de Sapo, Boiça e Pragança.
Em 1933, a Junta Autónoma de Estradas realizou o concurso para a construção da E. A. 71-2 entre as localidades do Bombarral e Cadaval, com um ramal rodoviário até à estação ferroviária. Em 1935, a Companhia dos Caminhos de Ferro Portugueses concluiu a construção de uma cobertura sobre o antigo cais descoberto da estação.

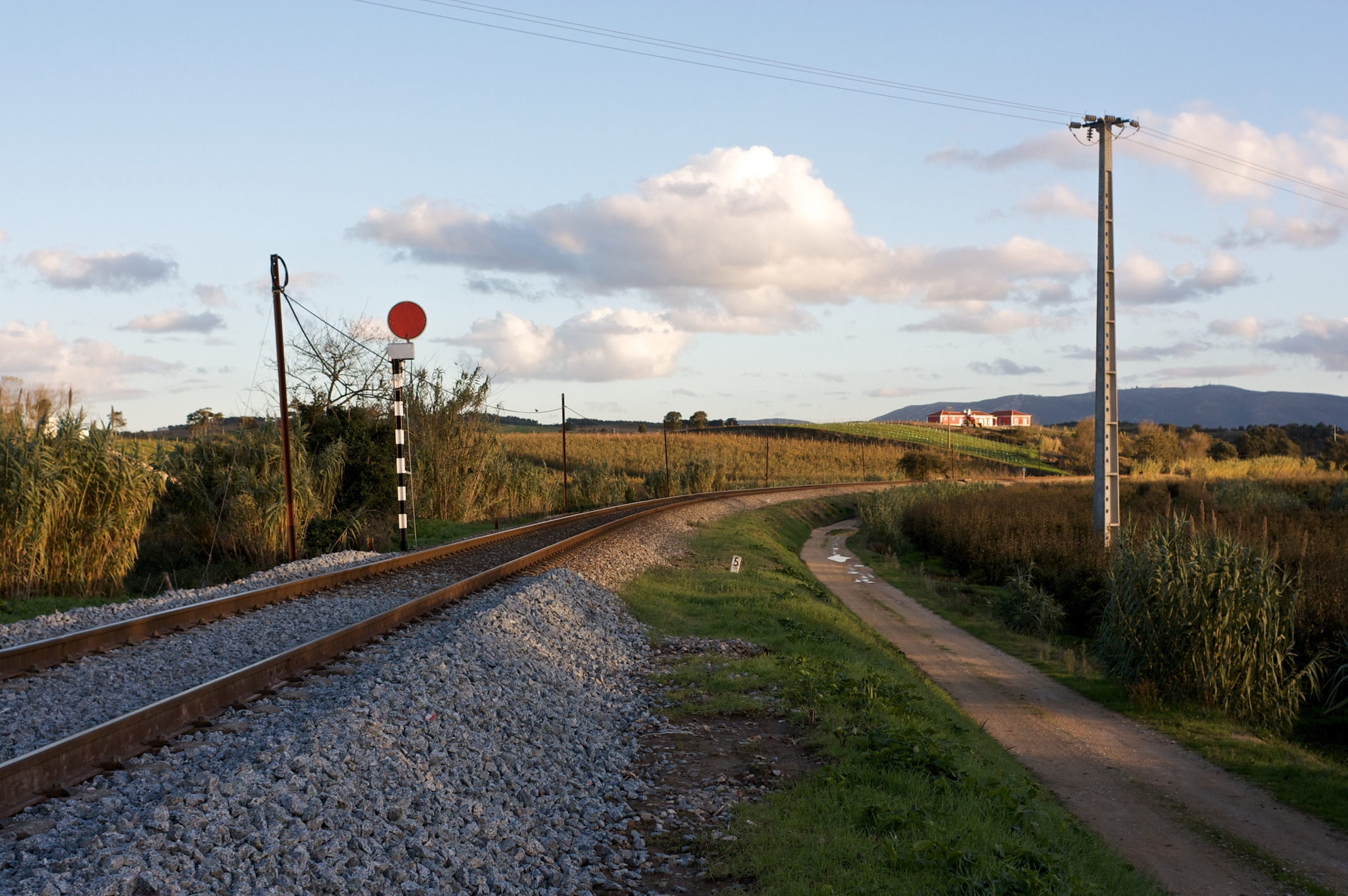
Início de um dos troços próximos da estação do Bombarral, (em foto de 2010) ripado em 2023.

Nos finais da década de 2010 foi finalmente aprovada a modernização e eletrificação da Linha do Oeste; no âmbito do projeto de 2018 para o troço a sul das Caldas da Rainha, a estação do Bombarral foi alvo de remodelação a nível das plataformas e respetivo equipamento, prevendo-se também a substituição do sistema ATV — sinalização para atravessamento de via seguro (passando do PK 87+264 para o PK 87+249). Previa-se a suprissão de duas passagens de nível rodoviárias a sul da estação (PK 86+018 e PK 86+496), e a construção de uma passagem superior pedonal contígua à estação (ao PK 87+383), em substituição de uma passagem de nível pedonal no mesmo local; previa-se que se mantivessem também as passagens rodoviárias inferior (ao PK 88+268) e superior (ao PK 89+257) próximas. Nas proximidades da estação, a sul e a norte, duas curvas foram alvo de ripagem (PK 86+152 a PK 86+522 e PK 88+536 a PK 89+033).

Em Janeiro de 2011, esta estação apresentava duas vias de circulação, identificadas como I e II, ambas com 408 m de comprimento; as duas plataformas tinham, respectivamente, 153 e 84 m de extensão, e 35 e 50 cm de altura, valores que se mantinham em 2022; apresentava ainda duas vias secundárias, identificadas como III e IV, com comprimentos de 284 e 148 m. Esta configuração era já então assaz reduzida em comparação com a de décadas anteriores, que incluía em 1980, e.g., sete agulhas e duas placas giratórias, servindo um total de seis vias numeradas; em 2023, na sequência das obras de eletrificação da Linha do Oeste, foi mais uma vez reduzida para a configuração atual.